# Neosymydobius luteus
Neosymydobius luteus är en insektsart som beskrevs av Tissot 1932. Neosymydobius luteus ingår i släktet Neosymydobius och familjen långrörsbladlöss. Inga underarter finns listade i Catalogue of Life.